# Santarcangelo Calcio 2014-2015
Questa voce raccoglie le informazioni riguardanti il Santarcangelo Calcio nelle competizioni ufficiali della stagione 2014-2015.

## Stagione
Nella stagione 2014-2015 il Santarcangelo è alla sua prima partecipazione a un campionato di terza serie della sua storia, ovvero alla nuova Lega Pro. Il 14 dicembre dopo la sconfitta con l'Ascoli l'allenatore Fabio Fraschetti viene esonerato e sostituito da Agatino Cuttone.
Al termine del campionato il Santarcangelo si classifica al dodicesimo posto con 44 punti, un punto sopra la zona Play-out.

## Divise e sponsor
Lo sponsor tecnico è Asics, quello ufficiale è Centro Petroli Baroni e come sponsor aggiuntivo F.O.A.Z.
| 1º divisa | 2º divisa | 3º divisa | 4º divisa |

## Organigramma societario
Area direttiva
- Presidente: Roberto Brolli
- Vice presidente: Giuseppe Mussoni
- Amministratore delegato: Maurizio Pazzini
- Direttore sportivo: Oberdan Melini
- Responsabile Organizzativo: Depaolo Giacomini
- Responsabile Marketing: Gigliola Di Fiore
- Accompagnatore ufficiale: Daniele Lani

Staff tecnico
- Allenatore: Fabio Fraschetti
poi Agatino Cuttone
- Collaboratore tecnico: Luigi Bizzotto
- Preparatore atletico: Yuri Fabrizzi
- Allenatore dei portieri: Fabio Bravetti
- Responsabile sanitario: Daniele Bernardi
- Fisioterapista: Davide Lodovichetti, Pietro Rossini
- Magazziniere: Daniele Ciardi

## Rosa
Rosa tratta dal sito ufficiale al 5 febbraio 2015.
| N. |                   | Ruolo | Calciatore             |
| -- | ----------------- | ----- | ---------------------- |
|    | Italia (bandiera) | P     | Filippo Lombardi       |
|    | Italia (bandiera) | P     | Riccardo Marani        |
|    | Italia (bandiera) | P     | Michele Nardi          |
|    | Italia (bandiera) | D     | Davide Adorni          |
|    | Italia (bandiera) | D     | Erik Amedeo Ballardini |
|    | Italia (bandiera) | D     | Marco Bigoni           |
|    | Italia (bandiera) | D     | Filippo Capitanio      |
|    | Italia (bandiera) | D     | Claudio Cola           |
|    | Italia (bandiera) | D     | Giacomo Corduas        |
|    | Italia (bandiera) | D     | Tiziano Polenghi       |
|    | Italia (bandiera) | D     | Giovanni Rossi         |
|    | Italia (bandiera) | D     | Marcello Possenti      |
|    | Italia (bandiera) | D     | Davide Salvatori       |
|    | Italia (bandiera) | D     | Christian Tavanti      |
|    | Guinea (bandiera) | D     | Mohamed Traoré         |
|    | Italia (bandiera) | C     | Riccardo Berardino     |
|    | Italia (bandiera) | C     | Dimitri Bisoli         |

| N. |                    | Ruolo | Calciatore             |
| -- | ------------------ | ----- | ---------------------- |
|    | Italia (bandiera)  | C     | Simone Braccini        |
|    | Italia (bandiera)  | C     | Alessandro Evangelisti |
|    | Italia (bandiera)  | C     | Sergio Garufi          |
|    | Ghana (bandiera)   | C     | Francis Obeng          |
|    | Italia (bandiera)  | C     | Samuele Olivi          |
|    | Italia (bandiera)  | C     | Andrea Scicchitano     |
|    | Italia (bandiera)  | C     | Alessandro De Respinis |
|    | Italia (bandiera)  | C     | Giacomo Ridolfi        |
|    | Italia (bandiera)  | C     | Alberto Torelli        |
|    | Francia (bandiera) | C     | Anthony Taugourdeau    |
|    | Italia (bandiera)  | A     | Vittorio Argeri        |
|    | Italia (bandiera)  | A     | Vito Falconieri        |
|    | Italia (bandiera)  | A     | Ivan Graziani          |
|    | Italia (bandiera)  | A     | Marco Guidone          |
|    | Italia (bandiera)  | A     | Federico Palmieri      |
|    | Italia (bandiera)  | A     | Thomas Pedrabissi      |
|    | Romania (bandiera) | A     | Sorin Ionel Radoi      |

## Calciomercato

### Sessione invernale(dal 05/01 al 02/02)
| Acquisti | Acquisti            | Acquisti    | Acquisti   |
| R.       | Nome                | da          | Modalità   |
| -------- | ------------------- | ----------- | ---------- |
| P        | Filippo Lombardi    | Bologna     | prestito   |
| D        | Davide Adorni       | Cesena      | prestito   |
| D        | Marcello Possenti   | Reggiana    | prestito   |
| C        | Riccardo Berardino  | Melfi       | definitivo |
| C        | Sergio Garufi       | Catania     | prestito   |
| C        | Anthony Taugourdeau | AlbinoLeffe | definitivo |
| A        | Vito Falconieri     | Parma       | prestito   |

| Cessioni | Cessioni           | Cessioni      | Cessioni                        |
| R.       | Nome               | a             | Modalità                        |
| -------- | ------------------ | ------------- | ------------------------------- |
| P        | Riccardo Marani    | Carpi         | fine prestito                   |
| D        | Giacomo Corduas    | Trapani       | fine prestito                   |
| D        | Tiziano Polenghi   | Giana Erminio | definitivo                      |
| D        | Davide Salvatori   | Pordenone     | definitivo                      |
| D        | Christian Tavanti  | Juventus      | fine prestito                   |
| C        | Francis Obeng      | Napoli        | definitivo (rimane in prestito) |
| C        | Andrea Scicchitano | Parma         | fine prestito                   |
| C        | Alberto Torelli    | Carpi         | fine prestito                   |
| A        | Federico Palmieri  | Carpi         | fine prestito                   |

## Risultati

### Lega Pro

#### Girone di andata
| Lucca 30 agosto 2014, ore 15:00 CEST 1ª giornata | Lucchese            | 0 – 0 referto | Santarcangelo | Stadio Porta Elisa (1.379 spett.)\| Arbitro: \| Schirru (Nichelino) \| |
| Arbitro:                                         | Schirru (Nichelino) |               |               |                                                                        |

| Arbitro: | Baldicchi (Città di Castello) |

|             |           |             |
| Guidone 70’ | Marcatori | 74’ Morrone |

| Arbitro: | Rossi (Rovigo) |

|                                 |           |  |
| Fioretti 10’, 24’ Germinale 70’ | Marcatori |  |

| Arbitro: | Proietti (Terni) |

|            |           |             |
| Guidone 7’ | Marcatori | 3’ Melandri |

| Arbitro: | Fanton (Lodi) |

|                   |           |              |
| Jara Martínez 87’ | Marcatori | 37’ Graziani |

| Arbitro: | Perotti (Legnano) |

|              |           |                         |
| Graziani 40’ | Marcatori | 53’ Bucchi 56’ Lapadula |

| Arbitro: | Luciano (Lamezia Terme) |

|                      |           |              |
| Zanchi 9’ Deiola 19’ | Marcatori | 89’ Graziani |

| Arbitro: | Pelagatti (Arezzo) |

|  |           |           |
|  | Marcatori | 34’ Siega |

| Arbitro: | Di Ruberto (Nocera Inferiore) |

|                               |           |  |
| Quintavalla 44’ Marchetti 55’ | Marcatori |  |

| Arbitro: | Maggioni (Lecco) |

|                         |           |                       |
| Cellini 35’ Gnahorè 53’ | Marcatori | 29’ Radoi 90+2’ Obeng |

| Arbitro: | Balice (Termoli) |

|                                         |           |  |
| Radoi 25’ Guidone 31’ Evangelisti 90+2’ | Marcatori |  |

| Ancona 8 novembre 2014, ore 19:30 CET 12ª giornata | Ancona                    | 0 – 0 referto | Santarcangelo | Stadio Del Conero (1.882 spett.)\| Arbitro: \| De Angeli (Abbiategrasso) \| |
| Arbitro:                                           | De Angeli (Abbiategrasso) |               |               |                                                                             |

| Arbitro: | Colosimo (Torino) |

|  |           |                |
|  | Marcatori | 28’ Ceccarelli |

| Arbitro: | Catona (Reggio Calabria) |

|               |           |  |
| Pichlmann 85’ | Marcatori |  |

| Arbitro: | Sassoli (Arezzo) |

|                         |           |  |
| Radoi 52’ Guidone 90+1’ | Marcatori |  |

| Arbitro: | Melidoni (Frattamaggiore) |

|  |           |                          |
|  | Marcatori | 34’ Casiraghi 74’ Domini |

| Arbitro: | Boggi (Salerno) |

|                   |           |  |
| Altinier 12’, 58’ | Marcatori |  |

| Arbitro: | Capone (Palermo) |

|            |           |  |
| Argeri 87’ | Marcatori |  |

| Arbitro: | Amabile (Vicenza) |

|  |           |              |
|  | Marcatori | 80’ Graziani |

#### Girone di ritorno
| Santarcangelo di Romagna 10 gennaio 2015, ore 19:30 CET 20ª giornata | Santarcangelo              | 0 – 0 referto | Lucchese | Stadio Valentino Mazzola (460 spett.)\| Arbitro: \| Rasia (Bassano del Grappa) \| |
| Arbitro:                                                             | Rasia (Bassano del Grappa) |               |          |                                                                                   |

| Arbitro: | Fourneau (Roma 1) |

|              |           |  |
| Frediani 47’ | Marcatori |  |

| Santarcangelo di Romagna 24 gennaio 2015, ore 16:00 CET 22ª giornata | Santarcangelo   | 0 – 0 referto | SPAL | Stadio Valentino Mazzola (560 spett.)\| Arbitro: \| Mancini (Fermo) \| |
| Arbitro:                                                             | Mancini (Fermo) |               |      |                                                                        |

| Arbitro: | Paolini (Ascoli Piceno) |

|  |           |                    |
|  | Marcatori | 4’, 15’ Falconieri |

| Arbitro: | Marinelli (Tivoli) |

|                                        |           |          |
| Olivi 85’ Guidone 90+1’ Graziani 90+2’ | Marcatori | 18’ Cruz |

| Arbitro: | Mastrodonato (Molfetta) |

|                                       |           |                  |
| Caidi 13’ Lapadula 53’ Donnarumma 60’ | Marcatori | 45’, 74’ Guidone |

| Arbitro: | Capone (Palermo) |

|                             |           |                                                    |
| Falconieri 23’ Graziani 79’ | Marcatori | 22’ (rig.) Civilleri 75’ Gelli 85’ (aut.) Lombardi |

| Arbitro: | Vesprini (Macerata) |

|             |           |           |
| Ruopolo 56’ | Marcatori | 72’ Obeng |

| Arbitro: | Tardino (Milano) |

|           |           |  |
| Obeng 51’ | Marcatori |  |

| Santarcangelo di Romagna 14 marzo 2015, ore 15:00 CET 29ª giornata | Santarcangelo      | 0 – 0 referto | Carrarese | Stadio Valentino Mazzola (424 spett.)\| Arbitro: \| Zanonato (Vicenza) \| |
| Arbitro:                                                           | Zanonato (Vicenza) |               |           |                                                                           |

| Pistoia 15 aprile 2015, ore 15:00 CEST 30ª giornata | Pistoiese          | 0 – 0 referto | Santarcangelo | Stadio Marcello Melani\| Arbitro: \| Mainardi (Bergamo) \| |
| Arbitro:                                            | Mainardi (Bergamo) |               |               |                                                            |

| Arbitro: | Sassoli (Arezzo) |

|            |           |  |
| Bisoli 60’ | Marcatori |  |

| Arbitro: | Capraro (Cassino) |

|                       |           |                 |
| Corapi 5’ Pomante 14’ | Marcatori | 51’ De Respinis |

| Arbitro: | Pillitteri (Palermo) |

|                                |           |               |
| De Respinis 26’ Falconieri 72’ | Marcatori | 61’ Pichlmann |

| Arbitro: | Serra (Torino) |

|              |           |             |
| Speziale 39’ | Marcatori | 87’ Guidone |

| Arbitro: | Lanza (Nichelino) |

|                   |           |                    |
| Loviso 75’ (rig.) | Marcatori | 42’ (rig.) Guidone |

| Arbitro: | Lacagnina (Caltanissetta) |

|             |           |                          |
| Guidone 83’ | Marcatori | 21’, 34’ (rig.) Altinier |

| Arbitro: | Illuzzi (Molfetta) |

|             |           |                 |
| Bocalon 31’ | Marcatori | 67’ De Respinis |

| Arbitro: | Cifelli (Campobasso) |

|                              |           |              |
| Guidone 36’ (rig.) Obeng 54’ | Marcatori | 65’ De Cenco |

### Coppa Italia

#### Fase eliminatoria a gironi
| Arbitro: | Giua (Pisa) |

|             |           |  |
| Gulin 90+1’ | Marcatori |  |

### Coppa Italia Lega Pro

#### Fase a eliminazione diretta
| Arbitro: | Amabile (Vicenza) |

|                                       |           |  |
| Romanò 8’ Fofanà 9’ Rubino 42’ (rig.) | Marcatori |  |

## Statistiche
Aggiornate al 9 maggio 2015

### Statistiche di squadra
| Competizione                      | Punti | In casa | In casa | In casa | In casa | In casa | In casa | In trasferta | In trasferta | In trasferta | In trasferta | In trasferta | In trasferta | Totale | Totale | Totale | Totale | Totale | Totale | DR |
| Competizione                      | Punti | G       | V       | N       | P       | Gf      | Gs      | G            | V            | N            | P            | Gf           | Gs           | G      | V      | N      | P      | Gf     | Gs     | DR |
| --------------------------------- | ----- | ------- | ------- | ------- | ------- | ------- | ------- | ------------ | ------------ | ------------ | ------------ | ------------ | ------------ | ------ | ------ | ------ | ------ | ------ | ------ | -- |
| Campionato di Lega Pro (girone B) | 44    | 19      | 8       | 5       | 6       | 21      | 16      | 19           | 2            | 9            | 8            | 14           | 23           | 38     | 10     | 14     | 14     | 35     | 39     | -4 |
| Coppa Italia                      |       | 0       | 0       | 0       | 0       | 0       | 0       | 1            | 0            | 0            | 1            | 0            | 1            | 1      | 0      | 0      | 1      | 0      | 1      | -1 |
| Coppa Italia Lega Pro             |       | 0       | 0       | 0       | 0       | 0       | 0       | 1            | 0            | 0            | 1            | 0            | 3            | 1      | 0      | 0      | 1      | 0      | 3      | -3 |
| Totale                            |       | 19      | 8       | 5       | 6       | 21      | 16      | 21           | 2            | 9            | 10           | 14           | 27           | 40     | 10     | 14     | 16     | 35     | 43     | -8 |

### Andamento in campionato
| Giornata  | 1 | 2  | 3  | 4  | 5  | 6  | 7  | 8  | 9  | 10 | 11 | 12 | 13 | 14 | 15 | 16 | 17 | 18 | 19 | 20 | 21 | 22 | 23 | 24 | 25 | 26 | 27 | 28 | 29 | 30 | 31 | 32 | 33 | 34 | 35 | 36 | 37 | 38 |
| --------- | - | -- | -- | -- | -- | -- | -- | -- | -- | -- | -- | -- | -- | -- | -- | -- | -- | -- | -- | -- | -- | -- | -- | -- | -- | -- | -- | -- | -- | -- | -- | -- | -- | -- | -- | -- | -- | -- |
| Luogo     | T | C  | T  | C  | T  | C  | T  | C  | T  | T  | C  | T  | C  | T  | C  | C  | T  | C  | T  | C  | T  | C  | T  | C  | T  | C  | T  | C  | C  | T  | C  | T  | C  | T  | T  | C  | T  | C  |
| Risultato | N | N  | P  | N  | N  | P  | P  | P  | P  | N  | V  | N  | P  | P  | V  | P  | P  | V  | V  | N  | P  | N  | V  | V  | P  | P  | N  | V  | N  | N  | V  | P  | V  | N  | N  | P  | N  | V  |
| Posizione | 9 | 11 | 18 | 17 | 17 | 19 | 19 | 19 | 19 | 19 | 19 | 18 | 18 | 18 | 18 | 18 | 18 | 18 | 17 | 18 | 18 | 18 | 18 | 17 | 18 | 18 | 18 | 15 | 15 | 15 | 14 | 14 | 14 | 13 | 13 | 15 | 14 | 12 |

Fonte:  GIRONE B STATISTICA, su lega-pro.com.
Legenda:

Luogo: C = Casa; T = Trasferta. Risultato: R = Rinviata; V = Vittoria; N = Pareggio; P = Sconfitta.

### Statistiche dei giocatori
In corsivo i giocatori ceduti a stagione in corso.
| Giocatore      | Lega Pro | Lega Pro | Lega Pro    | Lega Pro   | Coppa Italia | Coppa Italia | Coppa Italia | Coppa Italia | Coppa Italia Lega Pro | Coppa Italia Lega Pro | Coppa Italia Lega Pro | Coppa Italia Lega Pro | Totale   | Totale | Totale      | Totale     |
| Giocatore      | Presenze | Reti     | Ammonizioni | Espulsioni | Presenze     | Reti         | Ammonizioni  | Espulsioni   | Presenze              | Reti                  | Ammonizioni           | Espulsioni            | Presenze | Reti   | Ammonizioni | Espulsioni |
| -------------- | -------- | -------- | ----------- | ---------- | ------------ | ------------ | ------------ | ------------ | --------------------- | --------------------- | --------------------- | --------------------- | -------- | ------ | ----------- | ---------- |
| F. Lombardi    | 2        | -4       | 0           | 0          | -            | -            | -            | -            | -                     | -                     | -                     | -                     | 2        | -4     | 0           | 0          |
| R. Marani      | 0        | 0        | 0           | 0          | 0            | 0            | 0            | 0            | 1                     | -3                    | 0                     | 0                     | 1        | -3     | 0           | 0          |
| M. Nardi       | 36       | -35      | 1           | 0          | 1            | -1           | 0            | 0            | 0                     | 0                     | 0                     | 0                     | 37       | -36    | 1           | 0          |
| D. Adorni      | 5        | 0        | 0           | 0          | -            | -            | -            | -            | -                     | -                     | -                     | -                     | 5        | 0      | 0           | 0          |
| E. Ballardini  | 11       | 0        | 1           | 0          | 1            | 0            | 0            | 0            | 1                     | 0                     | 0                     | 0                     | 13       | 0      | 1           | 0          |
| M. Bigoni      | 6        | 0        | 1           | 0          | 0            | 0            | 0            | 0            | 0                     | 0                     | 0                     | 0                     | 6        | 0      | 1           | 0          |
| F. Capitanio   | 15       | 0        | 1           | 0          | 1            | 0            | 0            | 0            | 1                     | 0                     | 0                     | 0                     | 17       | 0      | 1           | 0          |
| C. Cola        | 22       | 0        | 4           | 1          | 0            | 0            | 0            | 0            | 0                     | 0                     | 0                     | 0                     | 22       | 0      | 4           | 1          |
| G. Corduas     | 0        | 0        | 0           | 0          | 0            | 0            | 0            | 0            | 1                     | 0                     | 0                     | 0                     | 1        | 0      | 0           | 0          |
| T. Polenghi    | 4        | 0        | 1           | 0          | -            | -            | -            | -            | -                     | -                     | -                     | -                     | 4        | 0      | 1           | 0          |
| G. Rossi       | 34       | 0        | 5           | 0          | 1            | 0            | 0            | 0            | 0                     | 0                     | 0                     | 0                     | 35       | 0      | 5           | 0          |
| M. Possenti    | 12       | 0        | 1           | 0          | -            | -            | -            | -            | -                     | -                     | -                     | -                     | 12       | 0      | 1           | 0          |
| D. Salvatori   | 12       | 0        | 3           | 0          | 1            | 0            | 0            | 0            | 0                     | 0                     | 0                     | 0                     | 13       | 0      | 3           | 0          |
| C. Tavanti     | 1        | 0        | 0           | 0          | 1            | 0            | 0            | 0            | 0                     | 0                     | 0                     | 0                     | 2        | 0      | 0           | 0          |
| M. Traoré      | 29       | 0        | 9           | 0          | 0            | 0            | 0            | 0            | 1                     | 0                     | 1                     | 0                     | 30       | 0      | 10          | 0          |
| R. Berardino   | 10       | 0        | 1           | 0          | -            | -            | -            | -            | -                     | -                     | -                     | -                     | 10       | 0      | 1           | 0          |
| D. Bisoli      | 36       | 1        | 7           | 0          | 1            | 0            | 0            | 0            | 0                     | 0                     | 0                     | 0                     | 37       | 1      | 7           | 0          |
| S. Braccini    | 3        | 0        | 0           | 0          | 0            | 0            | 0            | 0            | 0                     | 0                     | 0                     | 0                     | 3        | 0      | 0           | 0          |
| A. Evangelisti | 12       | 1        | 0           | 0          | 1            | 0            | 0            | 0            | 1                     | 0                     | 0                     | 0                     | 14       | 1      | 0           | 0          |
| S. Garufi      | 12       | 0        | 0           | 0          | -            | -            | -            | -            | -                     | -                     | -                     | -                     | 12       | 0      | 0           | 0          |
| F. Obeng       | 31       | 4        | 4           | 0          | 0            | 0            | 0            | 0            | 1                     | 0                     | 1                     | 0                     | 32       | 4      | 5           | 0          |
| S. Olivi       | 29       | 1        | 6           | 1          | 0            | 0            | 0            | 0            | 0                     | 0                     | 0                     | 0                     | 29       | 1      | 6           | 1          |
| A. Scicchitano | 6        | 0        | 2           | 0          | 1            | 0            | 0            | 0            | 1                     | 0                     | 0                     | 0                     | 8        | 0      | 2           | 0          |
| A. De Respinis | 16       | 3        | 1           | 0          | 1            | 0            | 0            | 0            | 1                     | 0                     | 0                     | 0                     | 18       | 3      | 1           | 0          |
| G. Ridolfi     | 6        | 0        | 1           | 0          | 0            | 0            | 0            | 0            | 1                     | 0                     | 0                     | 0                     | 7        | 0      | 1           | 0          |
| A. Torelli     | 20       | 0        | 2           | 0          | 0            | 0            | 0            | 0            | 0                     | 0                     | 0                     | 0                     | 20       | 0      | 2           | 0          |
| A. Taugourdeau | 17       | 0        | 3           | 0          | -            | -            | -            | -            | -                     | -                     | -                     | -                     | 17       | 0      | 3           | 0          |
| V. Argeri      | 18       | 1        | 1           | 0          | 1            | 0            | 0            | 0            | 1                     | 0                     | 0                     | 0                     | 20       | 1      | 1           | 0          |
| V. Falconieri  | 11       | 4        | 2           | 1          | -            | -            | -            | -            | -                     | -                     | -                     | -                     | 11       | 4      | 2           | 1          |
| I. Graziani    | 37       | 6        | 6           | 0          | 1            | 0            | 0            | 0            | 0                     | 0                     | 0                     | 0                     | 38       | 6      | 6           | 0          |
| M. Guidone     | 37       | 11       | 3           | 0          | 1            | 0            | 0            | 0            | 0                     | 0                     | 0                     | 0                     | 38       | 11     | 3           | 0          |
| F. Palmieri    | 2        | 0        | 0           | 0          | 0            | 0            | 0            | 0            | 1                     | 0                     | 0                     | 0                     | 3        | 0      | 0           | 0          |
| T. Pedrabissi  | 15       | 0        | 3           | 0          | 1            | 0            | 1            | 0            | 1                     | 0                     | 0                     | 0                     | 17       | 0      | 4           | 0          |
| S. Radoi       | 28       | 3        | 2           | 0          | 0            | 0            | 0            | 0            | 1                     | 0                     | 0                     | 0                     | 29       | 3      | 2           | 0          |